# اعلان جنگ ایالات متحده به ژاپن

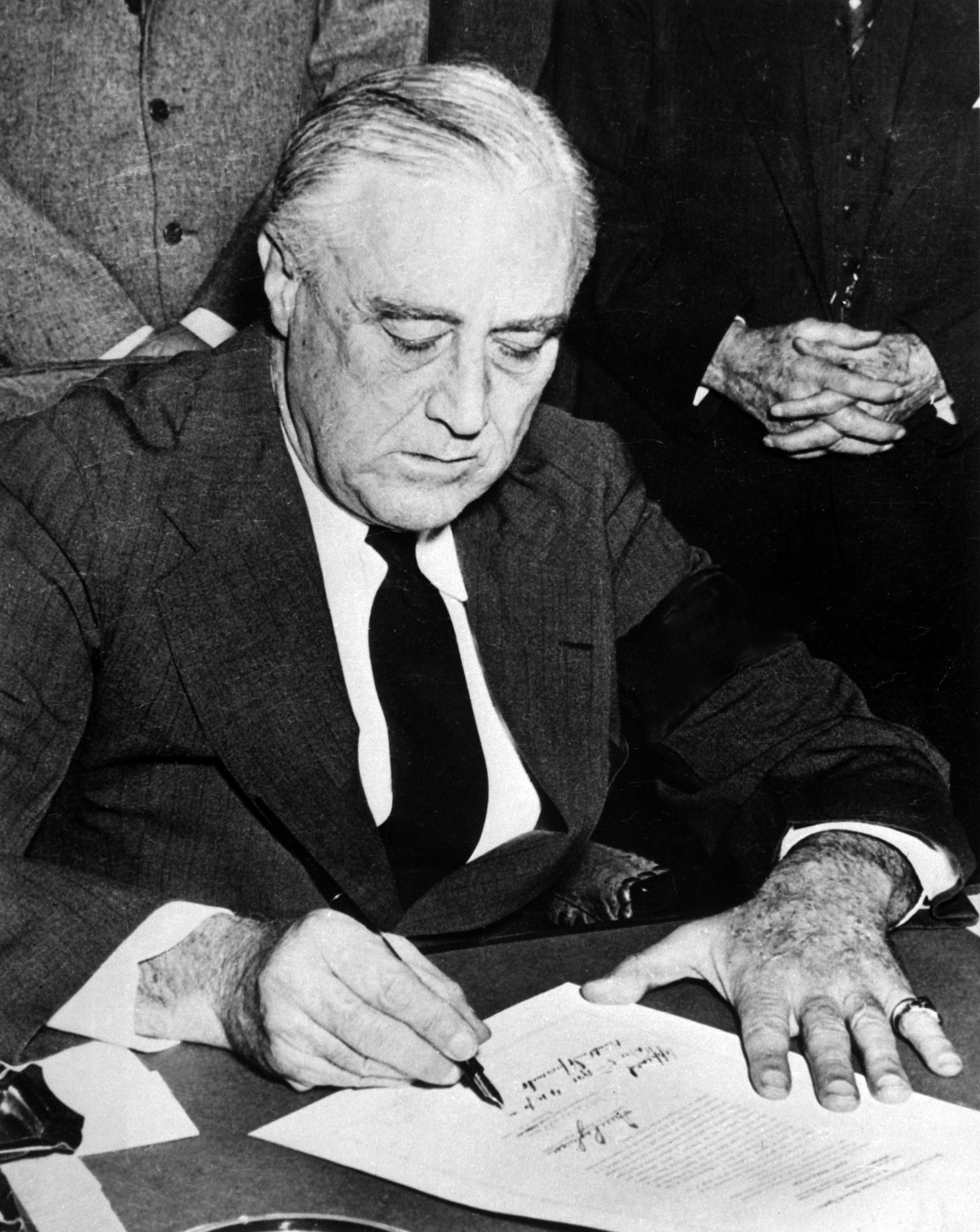
اعلان جنگ

اعلان جنگ ایالات متحده به ژاپن (انگلیسی: United States declaration of war on Japan) در ۸ دسامبر سال 1941 کنگره ایالات متحده آمریکا در پاسخ حمله امپراتوری ژاپن به پرل هاربر علیه ژاپن اعلان جنگ نمود. برنامه‌ریزی به گونه ای بود که این اعلان یک ساعت پس از سخنرانی فرانکلین روزولت صورت گیرد. تا پیش از حمله به پرل هاربر ژاپن پیامی فوق سری را به سفارت خود در آمریکا فرستاده بود و از آنجایی که سطح امنیتی نامه بسیار بالا بود و فقط افراد بخصوصی امکان رمز گشایی آن را داشتند این نامه تا پیش از حمله به پرل هاربر رمز گشایی نشد. طولانی بودن متن نامه نیز مزید بر علت گشت تا رمز گشایی دشوارتر شود. پس از این اعلان جنگ نیروهای محور نیز علیه آمریکا اعلان جنگ دادند و باعث شدند تا این کشور به‌طور کامل وارد جنگ شود.

## پیش‌زمینه
حمله به پرل هاربر قبل از این که اعلان جنگ ژاپن به دست آمریکایی‌ها برسد اتفاق افتاد. در ابتدا مقرر شده بود که حمله نباید تا نیم ساعت پیش از آنکه ژاپن به آمریکا اطلاع دهد که از مذاکرات صلح کناره گرفته رخ ندهد. اما این حمله پیش از رسیدن هشدار ژاپن رخ داد. ژاپن نامه ای ۵۰۰۰ هزار کلمه ای که به عنوان نامه ۱۴ قسمتی نیز شناخته می‌شود را در دو بلوک سفارت ژاپن در واشینگتن ارسال کرد. اما بابت فوق سری بودن نامه و زمان زیادی که رمزگشایی آن توسط مأموران عالی‌رتبه سفارت می‌برد فرصتی برای دریافت نامه باقی نماند و سفیر ژاپن تا پیش از آغاز حملات نامه را دریافت نکرد. اما حتی اگر هم نامه به موقع به دست کارکنان سفارت می‌رسید بابت ابهام گویی در نامه تفاوت چندانی ایجاد نمی‌شد. چرا که نامه به‌صورت صریح آن طور که در عرف دیپلماتیک رایج است اعلان جنگ یا پایان صلح را نمی‌رساند. بریتانیا نیز پس از این رویداد بابت حملات ژاپن به مستعمراتشان و همین‌طور وعده چرچیل در پشتیبانی از آمریکا به ژاپن اعلان جنگ داد.